# サン＝バジール
サン＝バジール （Saint-Basile）は、フランス、オーヴェルニュ＝ローヌ＝アルプ地域圏、アルデシュ県のコミューン。

## 地理
コミューンは、サン＝バジール、ムナン、ラプラ、クリュアックの4つの集落からなる。

## 人口統計
| 1962年 | 1968年 | 1975年 | 1982年 | 1990年 | 1999年 | 2006年 | 2011年 |
| ------ | ------ | ------ | ------ | ------ | ------ | ------ | ------ |
| 450    | 416    | 367    | 314    | 273    | 279    | 313    | 325    |

参照元:1999年までEHESS、2004年以降INSEE

## 史跡
- メゾンスール城 - 最古の部分であるサン・ルイ塔は13世紀の建築。現在はコメディアンのイヴ・ルコックが所有。7月と8月に一般公開されている。2013年9月、城に落雷があり屋根が火災で被害を受けた[5]。

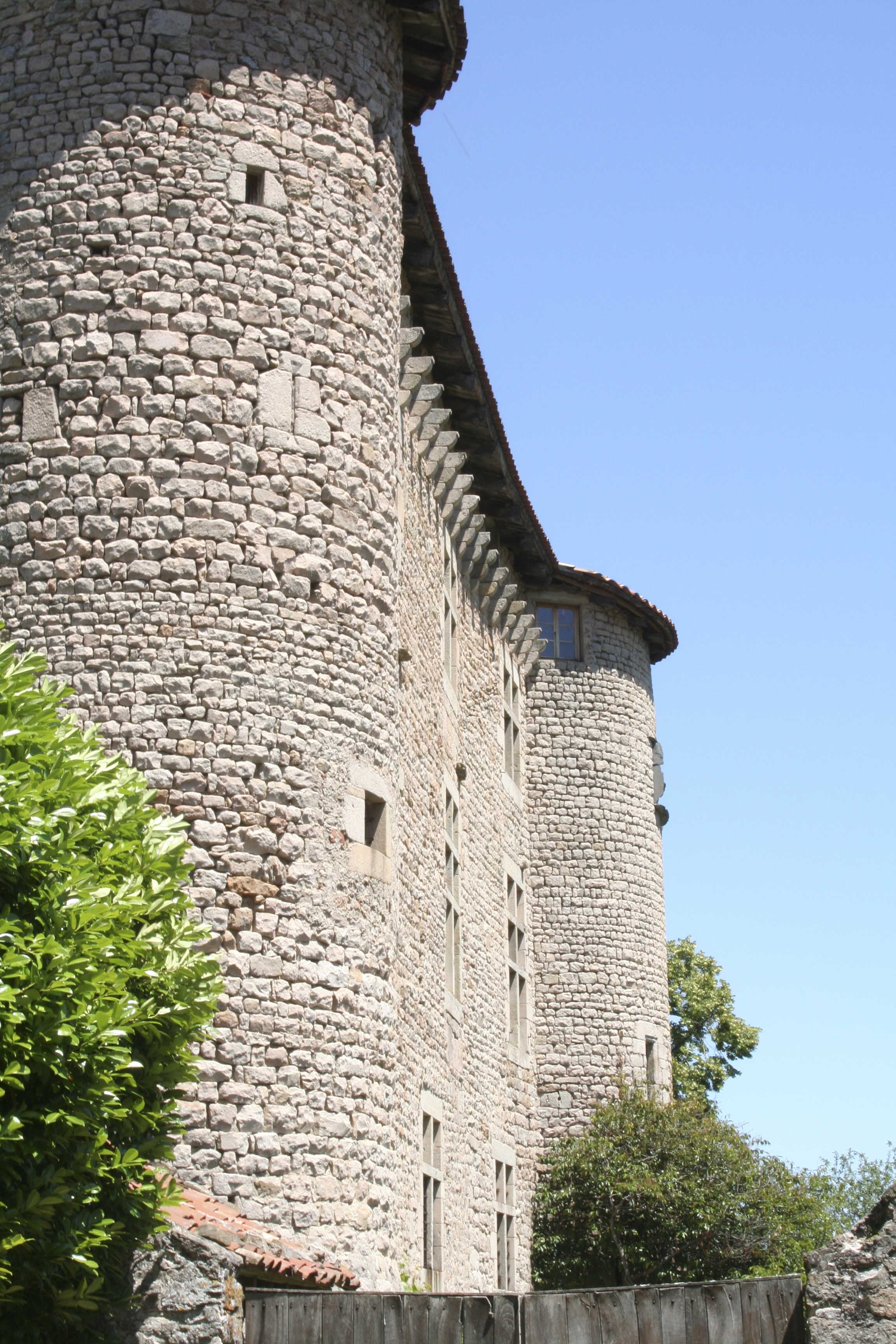
メゾンスール城
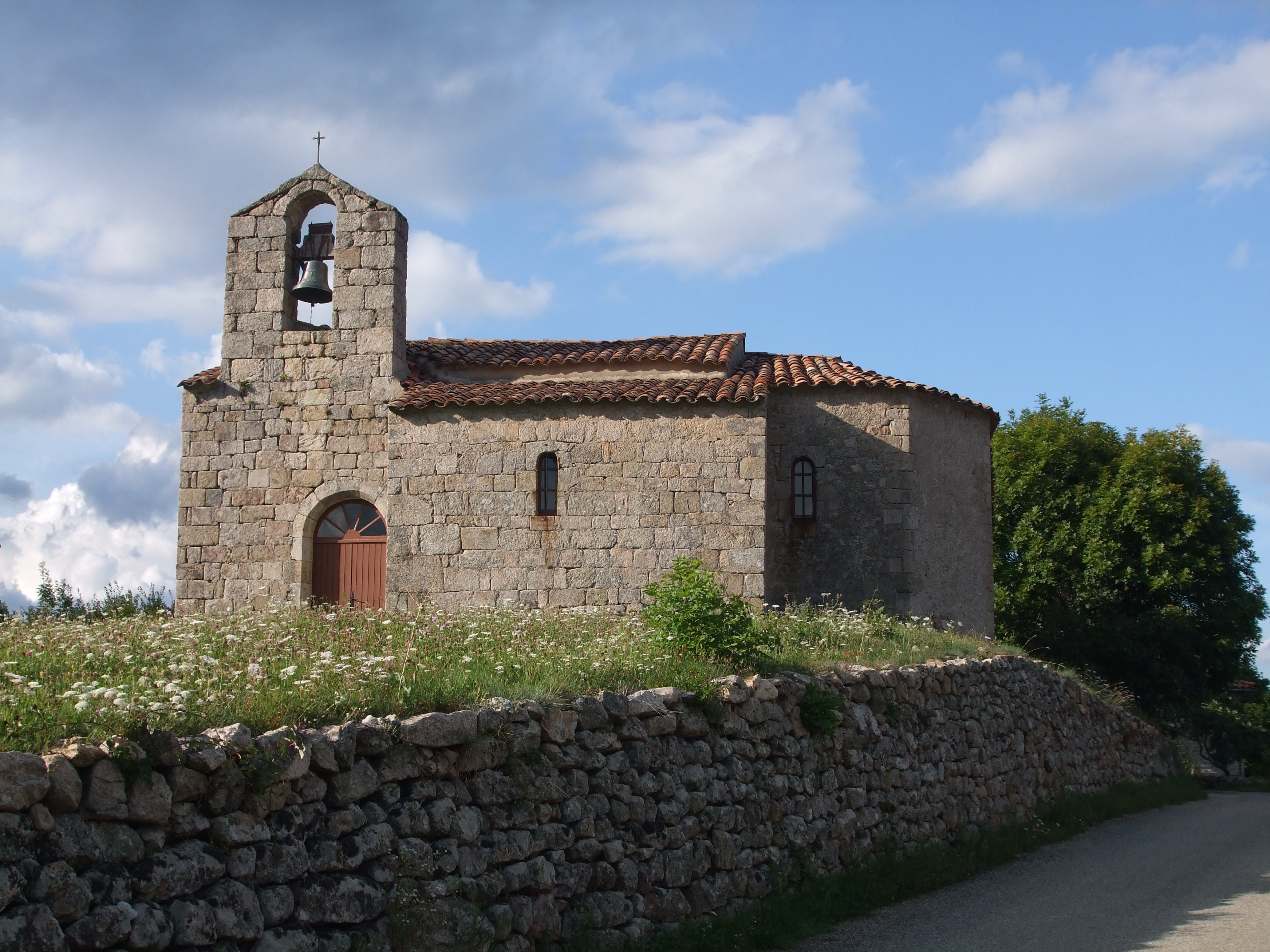
ムナン集落の教会
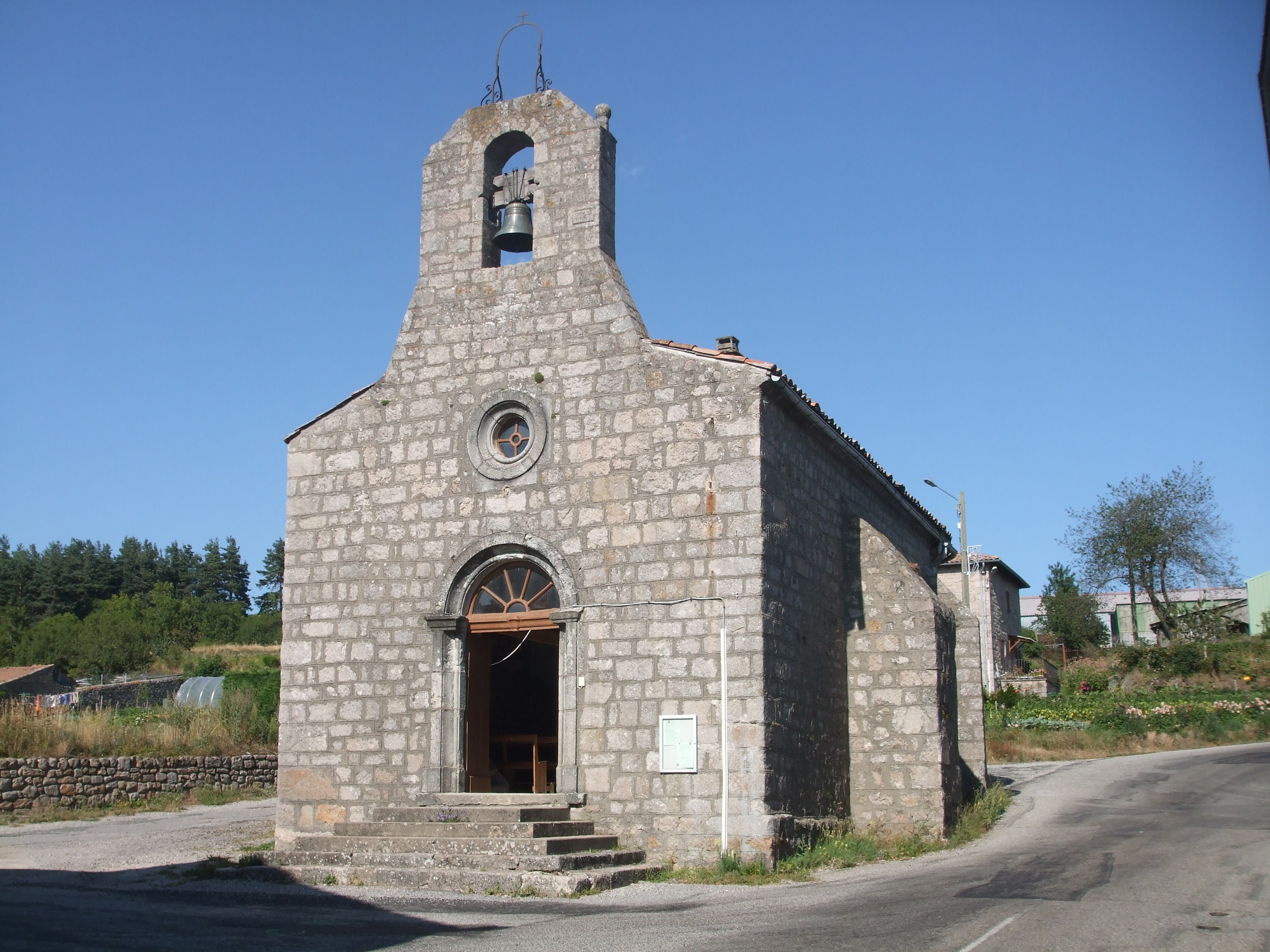
クリュアック集落の教会